# APB: All Points Bulletin (jeu vidéo, 2010)
Pour les articles homonymes, voir ABP et APB: All Points Bulletin.
APB: All Points Bulletin est un jeu vidéo en ligne multijoueur en monde ouvert pour Microsoft Windows développé par Realtime Worlds et acquis par Reloaded Productions, qui fait partie de la société GamersFirst,. Little Orbit a acquis GamersFirst en 2018 et est désormais chargé du développement du jeu. Basé dans des extensions urbaines et présentant deux factions, les Justiciers et les Criminels, les joueurs peuvent former des sous-groupes dans l'une ou l'autre faction et effectuer des missions. La conception du jeu a été dirigée par David Jones. Il est sorti en 2010 en Amérique du Nord et en Europe.
Après que Realtime Worlds a été placé sous redressement, les serveurs pour le jeu en ligne ont été fermés plus tard en 2010, mais ils ont été réactivés lorsque la société de jeux en ligne K2 Network (en) a acheté APB pour 1,5 million de livres sterling et l'a relancé sous leur filiale Reloaded Productions comme un jeu free-to-play, renommé APB: Reloaded. En 2015, Deep Silver a annoncé des versions du jeu pour la PlayStation 4 et la Xbox One en collaboration avec Reloaded Productions et The Workshop Entertainment pour une sortie en 2015,. Le jeu est finalement sorti en 2016 pour la Xbox One et en 2017 pour la PlayStation 4. Depuis 2019, tous les droits d'auteur d'APB appartiennent à Unit Game, qui a une série de plans de développement de jeux APB. 

## Aperçu
Le jeu offre différents quartiers gigantesques et graphiquement optimisées ainsi que toutes les possibilités classiques des GTA actuels. La nouveauté se situe dans les choix offerts pour le développement des personnages. Le joueur peut faire évoluer son personnage de manière à le rendre gentil (cherchant à traquer les bandits, et à faire respecter l'ordre et la loi) ou opter pour une version plus racaille intrépide (cherchant le pouvoir, l'amélioration de l'armement, les belles automobiles, le respect des gangs). C'est aussi un jeu en monde ouvert.
Le 16 septembre 2010, environ trois mois après la sortie officielle du jeu, Realtime Worlds, déjà en difficulté financière, fait faillite, et APB est officiellement fermé. Néanmoins, il est toujours possible de se connecter sur les serveurs quelques jours plus tard. Reloaded Productions Inc, subdivision de GamersFirst (elle-même rattachée à K2 Network) a racheté les droits du jeu à Realtime Worlds dans le but de relancer dans le courant de la première moitié de l’année 2011 un nouveau jeu, APB: Reloaded.
Le jeu comporte un système de musique en jeu similaire à celui de Grand Theft Auto. On y trouve des artistes établis, mais aussi des artistes émergents comme Honey Claws, Atlas&i, Avosetta, Negative pH, Paulie Rhyme (en) et Pendulum. Le jeu permet aux joueurs d'importer de la musique dans le lecteur de musique. Si d'autres joueurs ont également importé la même chanson dans leur lecteur de musique, ils entendront la musique sur l'autoradio du joueur. Si un autre joueur n'a pas la même chanson importée, Last.fm sélectionnera une chanson similaire à jouer à la place. Le joueur peut également créer sa propre musique en utilisant les options d'édition musicale disponibles dans le quartier social.

## Développement

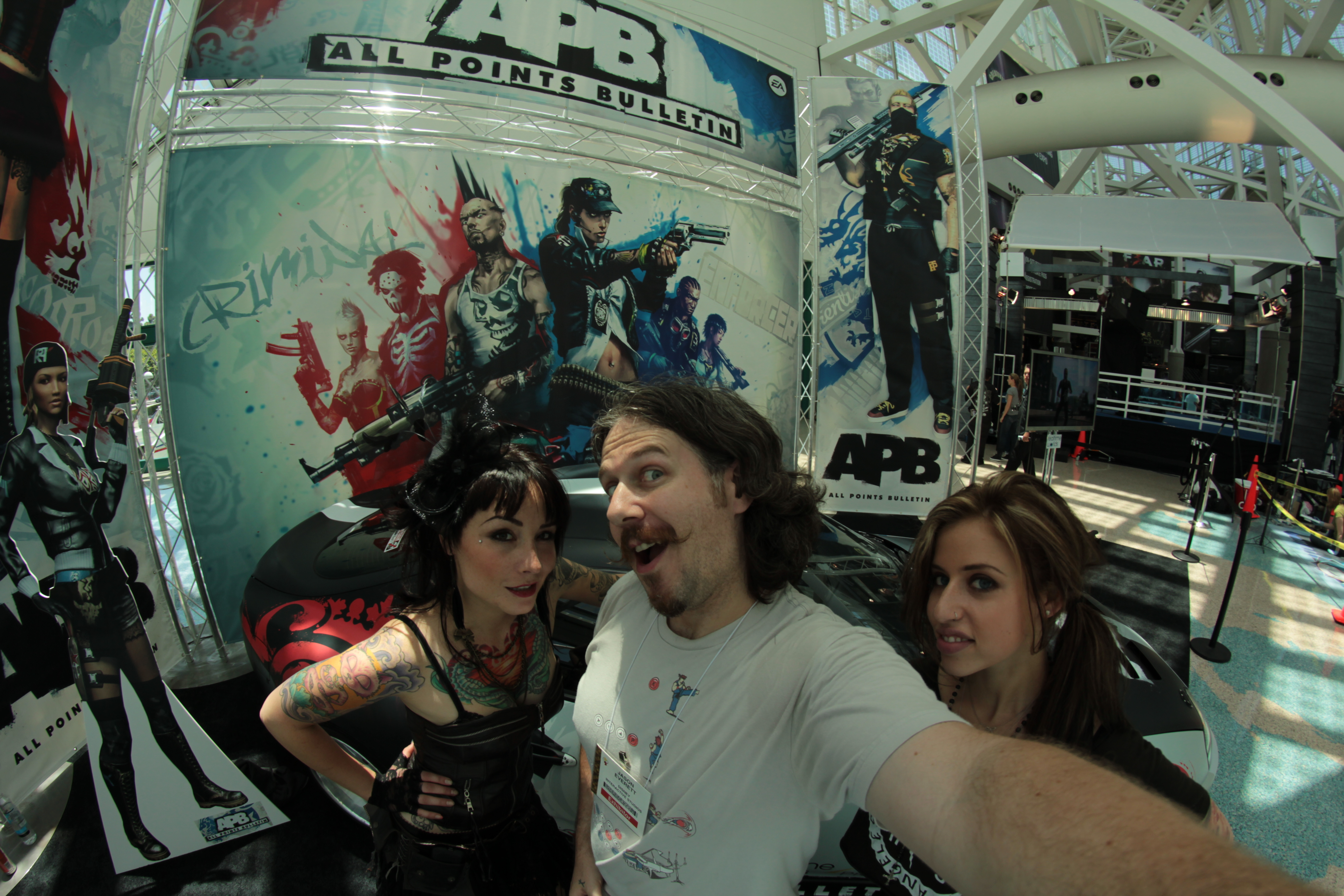
Promotion dAPB à l'E3 2010.

APB: All Points Bulletin est un jeu développé par la société Realtime Worlds. Il est distribué en exclusivité par EA Partners. Il est l'un des rares jeux à être optimisé pour les Windows 64 bits grâce à la plateforme de développement FrameWork.NET 64bits de Microsoft. Le développement de ce jeu a duré entre 3 et 6 ans.
Les développeurs ont fait appel à la puissance du moteur Unreal Engine 3 développé par Epic.